# Psicología perinatal
La psicología perinatal es la rama de la psicología que abarca el embarazo y nacimiento de un bebé, como una crisis vital, lo cual produce un cambio psíquico en la mujer y el hombre que van a ser padres. Abarca el tratamiento de la madre desde el embarazo, parto y puerperio. También trabaja el vínculo entre los padres y su bebé en este proceso.
En esta etapa es muy funcional para los padres ir a un Grupo de Crianza, lo que implica gestar un espacio de encuentro entre personas que están transitando por la misma etapa, en la cual cambian el cuerpo, el entorno, las necesidades emocionales y las relaciones interpersonales. Los grupos proponen brindarles a los padres gestantes un lugar donde se sientan  acompañados y escuchados. Se propone compartir vivencias, plantear dudas, inquietudes, dificultades, culpas, alegrías, angustias, hablar de lo que cada uno esté necesitando durante el embarazo y luego del nacimiento del bebé y/o en el período de crianza. Caminando acompañados todo se hace más llevadero en esta crisis vital.

Existen grupos de crianza coordinados por profesionales formados y capacitados en Psicología Perinatal y en Dinámica Grupal
- Datos: Q6090394